# آگوست آنیسه-بورژوا
آگوست آنیسه-بورژوا (به فرانسوی: Auguste Anicet-Bourgeois) نمایش‌نامه نویس قرن نوزدهم میلادی اهل فرانسه است.